# Hinckange
Hinckange település Franciaországban, Moselle megyében. Lakosainak száma 328 fő (2022. január 1.). Hinckange Boulay-Moselle, Charleville-sous-Bois, Condé-Northen, Guinkirchen, Helstroff, Roupeldange és Volmerange-lès-Boulay községekkel határos.

## Népesség
A település népességének változása:
| Lakosok száma | 206  | 213  | 281  | 291  | 305  | 306  | 325  | 333  | 336  | 328  |
|               | 1968 | 1982 | 1990 | 2006 | 2013 | 2015 | 2017 | 2019 | 2020 | 2022 |